# Seneb

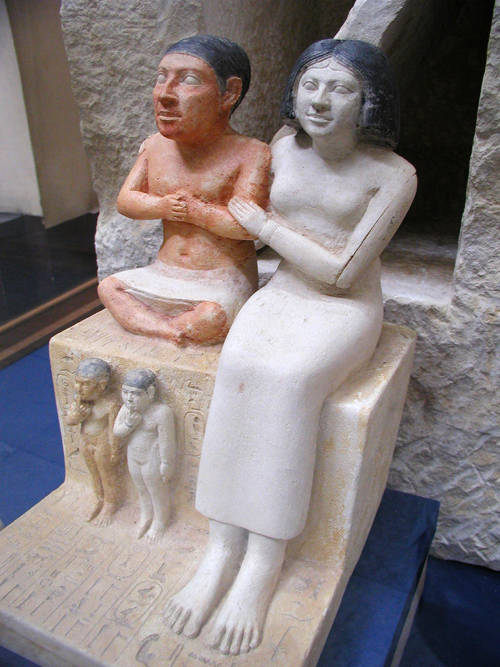
Statuengruppe von Seneb, seiner Frau Senetites und zwei seiner Kinder

Seneb war ein kleinwüchsiger Hofbeamter des altägyptischen Alten Reiches. Er war unter anderem Gottesdiener („Hem-netjer“-Priester) des Totenkults der Pharaonen Cheops und Radjedef und Aufseher der Garderobe des Herrschers. Eine genaue Datierung war bislang nicht möglich. Ursprünglich wurde der Bau seines Grabes ans Ende der 5. Dynastie (um 2500–2350 v. Chr.) oder in die 6. Dynastie (um 2348–2198 v. Chr.) datiert. Neuere Untersuchungen setzen ihn jedoch in die 4. Dynastie (um 2670–2500 v. Chr.). Seneb ist heute hauptsächlich durch die Statuengruppe seiner Familie bekannt.

## Name
Der an mehreren Stellen im Grab erwähnte Name Seneb (= ist gesund) ist eine Kurzform. In der vollen Form, die nur an einer Stelle im Grab vorhanden ist, steht sie hinter einer Königskartusche, auf die sich Seneb bezieht. Da die Inschrift beschädigt ist und nur die letzte Hieroglyphe (w) erhalten ist, kann der Königsname nicht mehr eindeutig identifiziert werden. Aufgrund der Datierung ins Alte Reich kommen hier nur Snofru, Chufu oder Sahure in Frage. Damit bedeutete der vollständige Name beispielsweise „Chufu ist gesund“.

## Familie
Seneb war mit der Prinzessin Senetites (snt-jt=s) verheiratet. Der Titel lässt vermuten, dass sie aus der Linie der Könige der 4. Dynastie abstammt. Mit ihr hatte er drei Kinder – den Sohn Anchema-Radjedef sowie die Töchter Auiben-Chufu und Semert-Radjedef. Aus den Abbildungen im Grab geht hervor, dass diese alle normalwüchsig waren.

## Beruf, Titel und sozialer Stand
Senebs Tätigkeiten sind durch eine Reihe von Amts-, Priester- und Ehrentiteln im Grab bezeugt. Die Amtstitel deuten auf eine Tätigkeit in der Verwaltung der Garderobe und den Webereien des Königs hin. Des Weiteren sind fünf Priestertitel belegt, ebenso eine Reihe von Ehrentiteln, die auf eine hohe soziale Stellung hindeuten. Offenbar stand sein Kleinwuchs dem Aufstieg in die höhere Verwaltung und auch in die höhere Gesellschaft nicht im Wege.
| Hauptämter | Priestertitel | Ehrentitel |
| --- | --- | --- |
| - Vorsteher der Leinen- und Kleiderzwerge - Vorsteher der jwhw - Vorsteher der Weberei des Hofes - „der in der Sänfte getragen wird“ (= oberster Leiter der Webereien) - Leiter der Verwaltung der unterägyptischen Krone (= Leiter der Verwaltung der Werkstätten für das Ornat der unterägyptischen Krone) - Leiter der Verwaltung des mw - Leiter der Mannschaften der ks-Schiffe - Gottessiegelbewahrer des Wnhrb3w-Schiffes | - Gottesdiener (Hem-netjer-Priester) des Cheops - Gottesdiener des Radjedef - Gottesdiener der Uto - Gottesdiener des großen Stieres, der an der Spitze von Stp t ist - Gottesdiener des Mrhw-Stiers | - Freund des Königs - Freund des Hauses - Leiter des Palastes - Herr der Würde bei seinem Herrn - Geliebt von seinem Herrn - Alle Tage geliebt von seinem Herrn - der tut, was sein Herr liebt |

Auf Inschriften auf der Scheintür seines Grabs sind zahlreiche Diener und Hausangestellte zum Teil auch namentlich dokumentiert, ebenso wie ihm untergebene Beamte. Aus der großen Anzahl der Diener kann man schließen, dass Seneb eine sehr ausgedehnte Haushaltung besaß. Dies, sowie sein Grabbau, bezeugen großen Reichtum.

## Kleinwuchs
Welche Ursache Senebs Kleinwuchs hatte, kann nicht mit Sicherheit bestimmt werden, da sich sein Skelett nicht erhalten hat. Eine Diagnose kann daher nur anhand seiner Statue gestellt werden. Diese zeigt klar einen disproportionierten Kleinwuchs, d. h. der Rumpf hat in etwa eine durchschnittliche Größe, Arme und Beine sind hingegen verkürzt. Dies sind typische Merkmale der Achondroplasie. Senebs Gesicht weist hingegen keine für Achondroplasie typischen Züge auf, weshalb sein Kleinwuchs auch durch Hypochondroplasie bedingt gewesen sein könnte. Allerdings kann dies auch den Konventionen der ägyptischen Künstler geschuldet sein, die Kleinwüchsige in den meisten Fällen mit normalem Gesicht darstellten.

## Das Grab des Seneb und seine Ausstattung

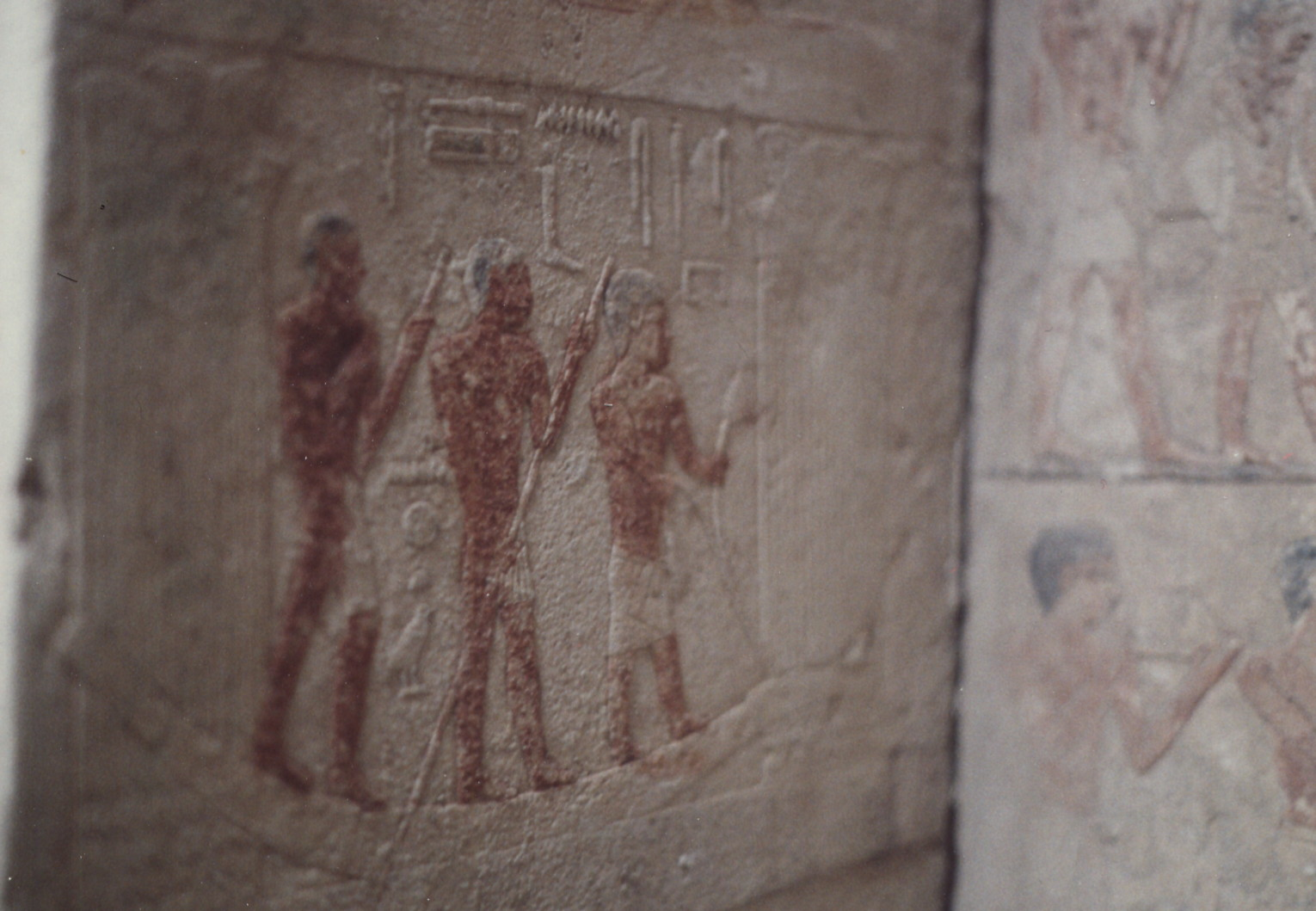
Seneb in einem Boot, Scheintür des Seneb

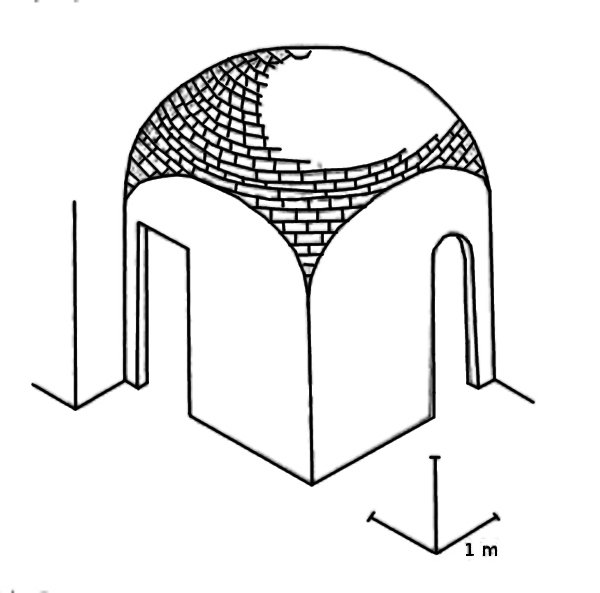
Eingangsbau des Grabs des Seneb mit Kuppeldach

Senebs Mastabagrab (S 4516/4524) in der Nekropole von Gizeh wurde 1927 von Hermann Junker ausgegraben und erforscht. Unter anderem fand sich dort auch die berühmte Statuengruppe von Seneb und seiner Familie.
Das Mastabagrab ist schwierig zu datieren, da es verschiedene ungewöhnliche Stilelemente besitzt, die von keinem anderen Grab bekannt sind und sich so schwer in einen Kontext einordnen lassen. Die Abmessungen der Mastaba betragen 15,8 m × 7,8 m. Die eigentliche Mastaba deutet von ihrer Bauweise aus kleinen Kalksteinwürfeln für die äußere Verkleidung und Bruchsteinen für das Innere auf die 6. Dynastie hin, während andere Untersuchungen auf einen früheren Ursprung hinweisen. Zwei Scheintüren jeweils für Seneb und Senetites befinden sich auf der Ostseite, jeweils daneben befindet sich ein Serdab. Vor Senebs Scheintür befindet sich der Kultraum mit Altar. Ungewöhnlich sind der Vorhof und der mit einem Kuppeldach versehene Eingangsbau sowie das separate Vorratsgebäude.
Einige Fundstücke aus seinem Grab befinden sich heute in Kairo, darunter auch eine berühmte Statuengruppe. Eine Kiste befindet sich im Roemer- und Pelizaeus-Museum in Hildesheim und der Sarkophag des Seneb im Ägyptischen Museum der Universität Leipzig.

### Statuengruppe
Seneb ist vor allem durch die hervorragend erhaltene Statuengruppe aus dem nördlichen Serdab seines Mastabagrabs bekannt. Die Gruppe besteht aus bemaltem Kalkstein und hat eine Höhe von 43 cm und eine Breite von 22,5 cm.
Die Statuengruppe (siehe Bild oben) zeigt Seneb und seine Frau Senetites in sitzender Position. Während seine Frau in der typischen Position dargestellt ist, wird Seneb aufgrund seiner Kleinwüchsigkeit mit verschränkten Beinen hockend dargestellt. Anstelle der auf den Boden reichenden Beine bei der Darstellung Normalwüchsiger hat der Künstler zwei der Kinder (Anchema-Radjedef und Auiben-Chufu) positioniert. Diese hockende Position steht ikonografisch für das Amt des Schreibers, was als ein Hinweis auf die Verwaltungstätigkeiten Senebs gedeutet wird.
Die Kinder sind unbekleidet und mit einem Finger im Mund dargestellt. Der Sohn trägt die typische Jugendlocke, die über die Schulter fällt. Sowohl Seneb als auch sein Sohn sind mit sonnengebräunter Haut dargestellt, während seine Frau und seine Tochter eine blasse Haut aufweisen. Inschriften auf der Statue weisen auf seine beruflichen Tätigkeiten hin.
Die Statuengruppe befindet sich heute im Ägyptischen Museum in Kairo (JE 51280).

### Weitere Statuen
Neben dieser berühmten Statuengruppe wurden noch die Reste von zwei weiteren Statuen gefunden. Dabei handelt es sich um eine Holz-Statue, die im südlichen kleinen Serdab gefunden wurde. Weiter südlich befindet sich ein größeres Serdab, in dem Reste einer Granit-Statue gefunden wurden, die vermutlich ursprünglich zusammen mit der Holzstatue im kleinen Serdab stand.
Sowohl die Statuengruppe im nördlichen als auch die beiden Einzelstatuen im südlichen Serdab waren ursprünglich in Kisten aus Kalkstein untergebracht. Die nördliche dieser Kisten befindet sich heute im Ägyptischen Museum in Kairo, die südliche im Roemer- und Pelizaeus-Museum in Hildesheim. Neben den Statuen enthielten sie noch einige Beigaben, darunter im Miniaturformat ausgeführte Tische, Schalen und Krüge aus Alabaster. Sowohl die Kisten als auch die Unterbringung der Modellgegenstände in diesen statt in der Grabkammer sind ohne Parallele in der altägyptischen Grabausstattung.

### Sarkophag

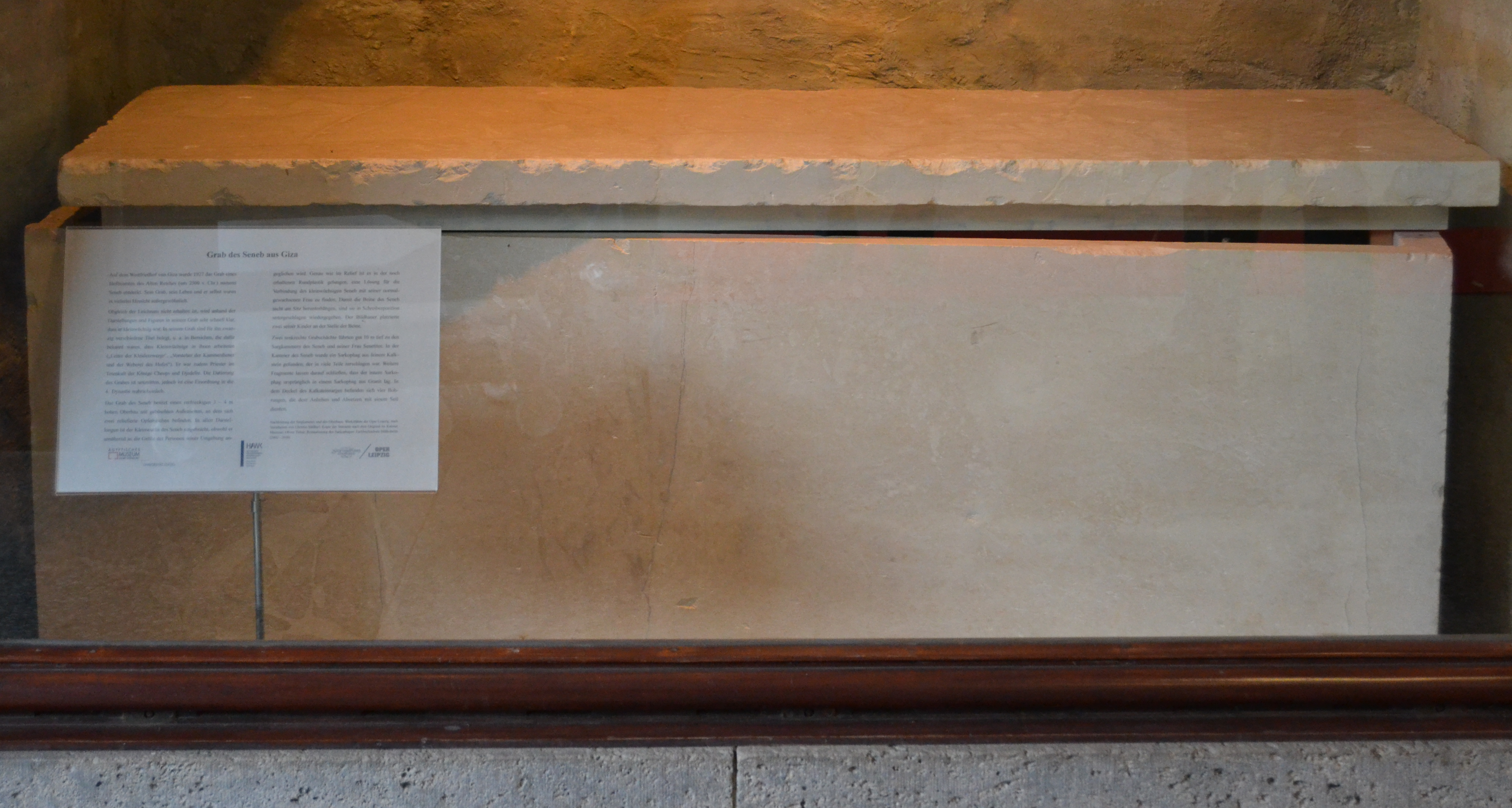
Restaurierter Sarkophag des Seneb im Ägyptischen Museum der Universität Leipzig

Der Kalkstein-Sarkophag des Seneb ist unverziert und von einfacher, kastenförmiger Gestalt. Er misst 184 × 69,5 × 65 cm und besitzt am oberen Rand einen 3,75 cm dicken Falz zur Aufnahme des Sarkophagdeckels. Der Deckel selbst hat eine Dicke von 6 cm und besitzt einen inneren Falz von 3,5 cm, wodurch zwischen Sarkophag und Deckel nur ein äußerst geringer Spielraum herrschte. Der Deckel besitzt an seinen Enden jeweils zwei Bohrungen. Diese waren angebracht worden, um Seile zu befestigen, mit welchen der Deckel auf den Sarkophag gehievt wurde.
Der Sarkophag wurde von Junker in Trümmern vorgefunden und nur eine Längsseite war noch annähernd vollständig erhalten. Die Bruchstücke wurden vom Konservator des Ägyptischen Museums der Universität Leipzig, Friedrich Koch, wieder zusammengesetzt. Junker erklärte den schlechten Erhaltungszustand damit, dass es sich bei dem aufgefundenen Stück nur um den inneren von zwei Sarkophagen gehandelt hatte. Der Äußere sei für eine spätere Bestattung wiederverwendet worden. Der Einfachheit halber sei dabei der innere Sarkophag zerschlagen und stückweise aus dem äußeren entfernt worden. Bestätigt wurde diese Vermutung durch den Fund einer aus Granit bestehenden Bosse, die zum äußeren Sarkophag gehörte.